# TJ Jiskra Ústí nad Orlicí
Tělovýchovná jednota Jiskra Ústí nad Orlicí w skrócie TJ Jiskra Ústí nad Orlicí – czeski klub piłkarski, grający w trzeciej lidze czeskiej, grupie B, mający siedzibę w mieście Uście nad Orlicą.

## Historyczne nazwy
- 1914 – SK Ústí nad Orlicí (Sportovní klub Ústí nad Orlicí)
- 1949 – ZSJ Sokol UTEX Ústí nad Orlicí (Závodní sportovní jednotka Sokol Ústecké textílie Ústí nad Orlicí)
- 1951 – DSO Sokol LZ Ústí nad Orlicí (Dobrovolná sportovní organizace Sokol LZ Ústí nad Orlicí)
- 1953 – TJ Jiskra Ústí nad Orlicí (Tělovýchovná jednota Jiskra Ústí nad Orlicí)

## Stadion
Domowe mecze klub rozgrywa na stadionie o nazwie Stadion Jiskra Ústí nad Orlicí, położonym w mieście Uście nad Orlicą. Stadion może pomieścić 3000 widzów.